# Under Ninja
Under Ninja (jap. アンダーニンジャ Andā ninja) – manga autorstwa Kengo Hanazawy, publikowana w magazynie „Shūkan Young Magazine” wydawnictwa Kōdansha od lipca 2018. Na jej podstawie studio Tezuka Productions stworzyło serial anime, który był emitowany od października do grudnia 2023. W styczniu 2025 premierę miał także film live action.

## Fabuła
Niegdyś prosperująca japońska organizacja ninja została rozwiązana przez GHQ po wojnie na Pacyfiku i zniknęła. Jednak ninja nadal istnieją w tajemnicy i mówi się, że w Japonii żyje do dziś 200 000 z nich, ukrywając się i działając w cieniu w sektorze publicznym, prywatnym oraz we wszelkiego rodzaju organizacjach. Podczas gdy niektórzy z elitarnych ninja działają za kulisami konfliktów na szczeblu państwowym, ci na samym dole często nie mogą znaleźć pracy. Jeden z nich, Kuro Kumogakure, który prowadzi życie NEET-a, otrzymuje od przełożonych poważne „zadanie ninja” – rozkaz zinfiltrowania liceum, korzystając z najnowszego sprzętu.

## Bohaterowie
- Kurō Kumogakure (jap. 雲隠 九郎 Kumogakure Kurō)

Seiyū: Taito Ban 
- Katō (jap. 加藤)

Seiyū: Tarusuke Shingaki 
- Miracle Hibi (jap. 日比 奇跡 Hibi Mirakuru)

Seiyū: Tasuku Hatanaka 
- Suzuki (jap. 鈴木)

Seiyū: Atsumi Tanezaki 
- Shion Hachiya (jap. 蜂谷 紫音 Hachiya Shion)

Seiyū: Daiki Yamashita 
- Kawado (jap. 川戸)

Seiyū: Chika Anzai 
- Ōno (jap. 大野)

Seiyū: Chō 
- Eita (jap. 瑛太)

Seiyū: Shūichi Uchida 
- Noguchi (jap. 野口)

Seiyū: Sora Tokui 
- Ozu (jap. 小津)

Seiyū: Kōichi Sōma 

## Manga
Pierwszy rozdział mangi został opublikowany 23 lipca 2018 w magazynie „Shūkan Young Magazine”. Następnie wydawnictwo Kōdansha rozpoczęło zbieranie rozdziałów do wydań w formacie tankōbon, których pierwszy tom ukazał się 6 lutego 2019. Według stanu na 6 grudnia 2024, do tej pory wydano 14 tomów.
| Nr | Data wydania (język japoński) | ISBN (język japoński)  |
| -- | ----------------------------- | ---------------------- |
| 1  | 6 lutego 2019                 | ISBN 978-4-06-514569-2 |
| 2  | 6 sierpnia 2019               | ISBN 978-4-06-516733-5 |
| 3  | 6 lutego 2020                 | ISBN 978-4-06-518477-6 |
| 4  | 4 września 2020               | ISBN 978-4-06-520682-9 |
| 5  | 5 marca 2021                  | ISBN 978-4-06-522595-0 |
| 6  | 6 września 2021               | ISBN 978-4-06-524754-9 |
| 7  | 4 marca 2022                  | ISBN 978-4-06-527060-8 |
| 8  | 5 sierpnia 2022               | ISBN 978-4-06-528810-8 |
| 9  | 6 stycznia 2023               | ISBN 978-4-06-530398-6 |
| 10 | 8 maja 2023                   | ISBN 978-4-06-531894-2 |
| 11 | 6 września 2023               | ISBN 978-4-06-533003-6 |
| 12 | 6 lutego 2024                 | ISBN 978-4-06-534600-6 |
| 13 | 5 lipca 2024                  | ISBN 978-4-06-536272-3 |
| 14 | 6 grudnia 2024                | ISBN 978-4-06-537900-4 |

## Anime
6 września 2021 ogłoszono, że manga otrzyma adaptację w postaci telewizyjnego serialu anime. Seria została wyprodukowana przez studio Tezuka Productions i wyreżyserowana przez Satoshiego Kuwabarę. Scenariusz napisał Keiichirō Ōchi, projekty postaci wykonał Nobuteru Yūki, a muzykę skomponował Shōta Kowashi. Serial był emitowany od 6 października do 22 grudnia 2023 na antenach TBS i BS11. Motywem otwierającym jest „Hyper” autorstwa Kroi, natomiast końcowym „Himitsu” (jap. 秘密) w wykonaniu KOTORI. Prawa do streamingu serii poza Azją nabył Crunchyroll.

### Lista odcinków
| №  | Tytuł | Premiera             |
| -- | --- | -------------------- |
| 1  | Throw a Rock, Hit a Ninja Ishi o nagereba ninja ni ataru (石を投げれば忍者に当たる) | 6 października 2023  |
| 2  | I Want to Be a Ninja Watashi wa ninja ni naritai (私は忍者になりたい) | 13 października 2023 |
| 3  | Boobs: So Close, Yet So Far Oppai wa chikakute tōi sonzai (オッパイは近くて遠い存在)                                                                                                   | 20 października 2023 |
| 4  | Do You Know What the Ninja Code Says? Shinobi no okite wa wakatteiruna? (忍びの掟は分かっているな？)                                                                                   | 27 października 2023 |
| 5  | Kumogakure Is Within the Top 10 Common Family Names in Japan (Lying) Kumogakure wa Nippon de oi myōji rankingu ichi zero iinai（uso） (雲隠は日本で多い名字ランキング１０位以内（嘘）) | 3 listopada 2023     |
| 6  | The Lid on This Hellish Cauldron Has Come Off Jigoku no kama no futa ga ima hiraitayo (地獄の釜の蓋がいま開いたよ)                                                                     | 10 listopada 2023    |
| 7  | Meow Meow, Meow Meow, Meow Meow Meow Meow Meow? Onyanya, nyannya, nyanyanyanyannya? (オニャニャ、ニャンニャ、ニャニャニャニャンニャ？)                                                 | 17 listopada 2023    |
| 8  | Every Last Ninja on the Surface Will Be Annihilated Chijō no shinobi domo wa, subete horobosu (地上の忍びどもは、すべて滅ぼす)                                                         | 24 listopada 2023    |
| 9  | I’m Gonna Go Down in Shinobi History Ore wa shinobi no rekishi ni nokoruze (俺は忍びの歴史に残るぜ)                                                                                    | 1 grudnia 2023       |
| 10 | A Maiden’s Chest Is a Precious Thing Otome no mune wa totemo taisetsuna mononano (乙女の胸はとても大切なものなの)                                                                      | 8 grudnia 2023       |
| 11 | Kuro Finally Took Up a Sword Tsuini, kurō ga katana o nigitta (ついに、九郎が刀を握った)                                                                                               | 15 grudnia 2023      |
| 12 | Business as Usual, Wrapped Up Tidy Itsumo tōri kushukushu tone (いつも通りクシュクシュとね)                                                                                            | 22 grudnia 2023      |

## Film live action
W marcu 2024 zapowiedziano powstanie filmu live action. Za scenariusz i reżyserie odpowiada Yūichi Fukudę, a w rolach głównych wystąpili Kento Yamazaki jako Kurō Kumogakure i Minami Hamabe jako Ayaka Noguchi. Premiera filmu w japońskich kinach odbyła się 24 stycznia 2025. Motywem przewodnim jest utwór „Doppelgänger” w wykonaniu Creepy Nuts.